# Beal Izvor, Stara Zagora
Beal Izvor (în bulgară Бял Извор) este un sat în comuna Opan, regiunea Stara Zagora,  Bulgaria. 

## Demografie
Componența etnică a satului Beal Izvor
     Bulgari (96,42%)
     Romi (1,29%)
     Nicio identificare (2,27%)
     Altele (0%)
La recensământul din 2011, populația satului Beal Izvor era de 308 locuitori. Din punct de vedere etnic, majoritatea locuitorilor (96,42%) erau bulgari, cu o minoritate de romi (1,29%). Pentru 2,27% din locuitori nu este cunoscută apartenența etnică.